# Juan García de Miranda
Juan García de Miranda (Madrid, 1677 - 1749) és un pintor del barroc espanyol.
Nasqué sense la mà dreta i hagué de pintar amb la mà esquerra. Era deixeble de Juan Delgado. Tingué accés a les col·leccions reials del Palau on pogué veure en directa la pintura dels venecians, dels flamencs, de Rubens i Velázquez. Després de l'incendi que es produí el 1734 al Real Alcázar, García de Miranda, va treballar com a restaurador oficial per salvar les pintures que no havien estat cremades. Treballà amb Andrés de la Calleja. Aquest treball el conduí més tard a convertir-se en pintor de cambra. La seva obra més important és de temàtica religiosa que va fer per a esglésies i convents.